# Сестрорецкий, Борис Васильевич
Борис Васильевич Сестрорецкий (6 августа 1923, Ярцево - 7 июля 2017, Москва) — крупный учёный в области СВЧ-техники и прикладной электродинамики. Участвовал в работе более 100 всероссийских и международных конференций (более 300 докладов), имеет 4 патента Российской федерации, 40 изобретений, награждён медалью ВДНХ. Автор куба Сестрорецкого (1983 г.). Внёс большой вклад в развитие синтеза фильтров и сумматоров высокого уровня мощности, а также в теорию переключающих и фазирующих устройств СВЧ.

## Краткая биография
Борис Васильевич Сестрорецкий родился 6 августа 1923 года в городе Ярцево, ныне Смоленской области. В 1941 году с отличием окончил московскую школу N 255. После окончания школы добровольцем пошёл в строительный отряд для построения оборонительных сооружений (станция Издешково за Вязьмой). Был награждён медалью за оборону Москвы. Далее был в эвакуации в г. Оса (Пермская обл.), работал пильщиком, заготавливал дрова.
В 1942 году поступил в Пермский государственный университет на физико-математический факультет, в ночную смену работал на оборонном заводе N 10 им. Дзержинского. В 1943 году вернулся из эвакуации в Москву и продолжил обучение в Московском энергетическом институте (МЭИ) на радиотехническом факультете (РТФ). Был командиром студенческого строительного отряда, который восстанавливал связь в г. Кривой Рог.
Окончил РТФ МЭИ в 1948 году с отличием по специальности «инженер-электрик». Тема дипломного проекта «Установка для измерения погонного затухания электромагнитных волн в воздухе для сантиметровых волн». В дипломе был предложен и реализован принципиально новый метод возбуждения высокодобротных резонаторов с устранением паразитных колебаний.
С 1948 работал в Московском НИИ приборостроения. В 1949 году переведён в должность старшего инженера, с 1952 года — ведущий инженер. Занимался освоением техники миллиметровых волн, разработкой и испытанием двух частотных РЛС, газоразрядных защитных устройств миллиметрового диапазона, сумматоров мощных сигналов.
1956 г. — защитил диссертацию на соискание учёной степени кандидата технических наук по специальности 05.12.07 «Синтез фильтров, сумматоров высокого уровня мощности».
С 1956 по 1979 г. работал на МНИИП в должности начальника лаборатории волноводных устройств, с 1979 г. — старший научный сотрудник. В этот период Борис Васильевич вёл исследования по следующим темам: низкотемпературные эффекты в полупроводниках, создание малошумящих защитных и коммутационных устройств, исследование сверхпроводимости в СВЧ-устройствах для стабилизации частоты малошумящих генераторов и фильтров, создание мощных высокостабильных генераторов Ганна (совместно с ФИАН), разработка pn-переключательных диодов и ограничителей (освоено серийное производство резонансных переключательных pn-диодов), совместно с ФИАН были проведены исследования и разработки бескорпусных диодов сантиметрового и миллиметрового диапазонов (освоено серийное производство), разработка пассивных и активных ФАР (внедрено в серийную бортовую аппаратуру).
С 1958 г. по 1985 г. являлся председателем секции межведомственного координационного совета по антенной технике.
1963 г. — вышла в свет монография «Электрическая прочность волноводных устройств».
С 1965 года работал по совместительству доцентом базовой кафедры Московского физико-технического института. Подготовлено 14 кандидатов технических наук. Выпущено 3 учебных пособия, большое количество учебно-методических материалов. Организовано и проведено 12 всесоюзных конференций и 3 семинара по машинному проектированию СВЧ-устройств.
1969 г. — вышла книга «СВЧ-устройства на полупроводниковых диодах».
В 1973 году была защищена диссертация на соискание учёной степени доктора технических наук по теории проектирования коммутационных полупроводниковых СВЧ-устройств.
С 1997 г. работает на НПО им. С. А. Лавочкина главным специалистом.
2002 г. — научный руководитель сектора перспективных разработок антенного отделения НПО им. С. А. Лавочкина.
В 2003 году организовывает и возглавляет отделение кафедры Радиотелекоммуникационных устройств и систем Московского института электроники и математики на НПО им. С. А. Лавочкина.

## Вклад в вычислительную электродинамику
Первые попытки создания сетевых моделей уравнений Максвелла были предприняты в 40-е годы прошлого столетия Г. Кроном. Представление уравнений Максвелла в виде электрической цепи давало возможность создания физических аналоговых макетов для решения краевых задач электродинамики. Для двумерных задач модели были правильные и работали в прямом и переносном смысле, однако полная трёхмерная сеточная модель Г. Крона была ошибочна. Модель была энергетически неэквивалентна уравнениям Максвелла. Подход не получил популярности и для двумерных задач, ввиду большой трудоёмкости, а также ввиду появления и быстрого распространения универсальных вычислительных машин. Метод конечных разностей стал первым вычислительным методом, использованным для решения электродинамических задач. Кайн Ие построил конечно-разностную модель уравнений Максвелла в трёхмерном пространстве в начале 60-х.
К началу 70-х годов были разработаны многочисленные вычислительные алгоритмы и программы для анализа электрических цепей, и идея сведения краевой задачи к задаче анализа цепи была вполне актуальной. В начале 70-х Б. В. Сестрорецким были созданы две эквивалентные модели уравнений Максвелла в виде электрических цепей с сосредоточенными и распределёнными параметрами. Одна модель прямоугольного параллелепипеда состояла из индуктивностей, ёмкостей и идеальных трансформаторов и по существу была исправленной моделью Крона, и соответствовала дискретизационной схеме Ие. Эта модель Крона-Сестрорецкого является иллюстративной топологической моделью уравнений Максвелла и может быть включена в учебники по электродинамике. Вторая модель кубического элемента в виде электрической цепи из отрезков линий передачи была получена непосредственно из модели с сосредоточенными элементами для анализа во временной области. Сестрорецкий назвал обе модели импедансными аналогами электромагнитного пространства. Позже модели получили неофициальное название роторного и потокового кубика Сестрорецкого. Статьи с описанием метода были опубликованы в изданиях на Русском языке. Одновременно в университете Ноттингема в Англии, С. Ахтарзад и П. Б. Джонс работали над аналогичными моделями составленными из отрезков линий передачи. Разработанный ими метод был назван методом матриц из линий передачи (Transmission Line Matrix) и быстро завоевал популярность у инженеров на западе благодаря простоте реализации и понятной инженерам физической аналогии. В то же время в России идеи сетевого подхода Сестрорецкого были успешно использованы группой инженеров и математиков в Московском НИИ Приборостроения для решения большого класса практических задач. Фактически можно говорить о том, что сложилась Российская электродинамическая школа Сестрорецкого. Сетевые аналогии для двумерных задач были использованы при разработке эффективных вычислительных программ для моделирования полосковых линий передачи, неоднородностей в прямоугольных, круглых и коаксиальных водноводах. На основе сетевой аналогии преобразования треугольника в звезду, группой были разработаны различные варианты фронтальных методов для решения больших разреженных систем линейных уравнений. Фронтальные методы, формально введённые в вычислительную математику только в 70-е годы, и на сегодня являются наиболее эффективными прямыми методами решения разреженных систем линейных уравнений. Использование сетевых аналогий при разработке фронтальных алгоритмов имеет несомненное преимущество, и опыт группы Сестрорецкого является наглядным доказательством.
До начала 80-х метод импедансного аналога во временной области использовался также только для решения двумерных волноводных задач. В этот период были заложены теоретические основы метода и алгоритмы проверены на практических задачах. Б. В. Сестрорецким и В. М. Середовым было показано, что метод матриц из линий передачи является аддитивной конечно-разностной схемой для уравнений Максвелла. Трёхмерные модели, эквивалентные первым трёхмерным моделям метода матриц из линий передач, для построения универсальных программ не использовались, по-видимому, из-за большой трудоёмкости и низкой точности. Всё изменилось в 1983 году, когда Сестрорецкий построил так называемую балансную модель элементарного объёма пространства, которaя позже получила название балансного куба Сестрорецкого. По существу, это было открытие нового вычислительного метода для уравнений Максвелла. Приоритет в этом, несомненно, принадлежит Сестрорецкому. Аналогичная модель, названная конденсированным узлом метода матриц из линий передачи, была описана П. Джонсом лишь четыре года после публикации Сестрорецкого. Позже метод был обоснован с помощью конечно-разностной процедуры, а также с помощью методов дифференциальной геометрии. Можно сказать, что благодаря смелой идее Сестрорецкого и усилиям его сотрудников Н Садовникова и В. М. Середова в России появилась первая универсальная трёхмерная программа для решения внутренних задач электродинамики, и это было задолго до того, как аналогичные программы были разработаны в других странах. Программа, названная «Волна», используется в группе Сестрорецкого до сегодняшнего дня и, по мнению некоторых авторов, является наиболее эффективной реализацией метода.
В конечно-разностном обосновании кубика Сестрорецкого, разностный оператор строится относительно тангенциальных значений электрического и магнитного полeй в центре каждой грани кубика, что непосредственно приводит к аппроксимации закона сохранения энергии для отдельно взятого элемента сетки. Оператор кубика записывается в виде матрицы рассеяния, обладающей свойствами унитарности и симметрии при изотропии и отсутствии потерь в диэлектрике, заполняющем кубик. Отметим, что в традиционных методах конечных разностей для уравнений Максвелла, электрическое и магнитное поле обычно определяется на дуальных сетках, что не даёт возможности записать закон сохранения энергии для отдельно взятого элемента сетки.
В наиболее развитых версиях дискретных алгоритмов, таких как метод конечного интегрирования Р. Шучманна и Т. Вайланда и метод Д. М. Хаймана и М. Шашкова, названный миметикой, авторы пытаются строить разностные операторы на дуальных сетках аппроксимирующие законы сохранения на сетке в целом. Работы Р. Шучманна и Т. Вайланда, Д. М. Хаймана и М. Шашкова отражают традиционное направление в области построения дискретных операторов для уравнений Максвелла и присущиx им проблем. Теоретически такие алгоритмы устойчивы только на логически-прямоугольных сетках и могут быть неустойчивы на неструктурированных сетках. Альтернативное решение, с использованием электрического и магнитного поля в одних и тех же точках пространства и следующее из оригинальной работы Б. В. Сестрорецкого, даёт возможность строить операторы, аппроксимирующие уравнения Максвелла с возможностью явного контроля законов сохранения и симметрии для сеточных операторов. Математические основы построения таких алгоритмов заложены В. М. Середовым. Плодотворность использования схемных аналогий, для построения консервативных и устойчивых алгоритмов, иллюстрируют работы Б. В. Сестрорецкого и К. Н. Климова по построению вычислительных алгоритмов для анализа нестационарных процессов распространения электромагнитных волн в неоднородной плазме термоядерных установок. Разработанные на основе идей Б. В. Сестрорецкого алгоритмы не только устойчивы, но и позволили построить программы Tamic Planar Rt-H, которые позволяют изучать нестационарное рассеяние электромагнитных волн от неоднородной плазмы в термоядерных установках на площадях 500 на 500 длин волн при шаге дискретизации 1/20 длины волны на персональных компьютерах с объёмом оперативной памяти 2 ГБ, что эквивалентно решению задачи обращения матрицы ранга 100 млн.
Говоря о балансном кубике Сестрорецкого и консервативных дискретизационных алгоритмах во временной области, нельзя не упомянуть подобный подход в частотной области. В работе модель кубика была построена как во временной, так и в частотной области. В конце 70-х, начале 80-х В. В. Никольским и Т. И. Никольской был разработан аналогичный подход, названный методом Минимальных Автономных Блоков (МАБ). Балансный кубик Сестрорецкого в частотной области и метод МАБ были обоснованы Ю. О. Шлепнёвым в работе как различные варианты конечных элементов Трефтца. Метод конечных элементов Трефтца можно считать логическим обобщением методов импедансного аналога электромагнитного пространства Б. В. Сестрорецкого и метода минимальных автономных блоков В. В. Никольского и Т. И. Никольской. Основная идея метода заключается в использовании собственных решений однородных уравнений Максвелла в качестве базиса для разложения трёхмерного электромагнитного поля внутри конечного элемента, и построении дополнительной системы двумерных сшивных базисных функций на поверхности элемента для аппроксимации потока энергии через внешнюю границу элемента. Разложение поля внутри элемента аппроксимирует энергию электромагнитного поля и потери в среде. Прохождение энергии через границы элемента полностью описывается оператором адмитанса или рассеяния элемента, полученного с помощью проекции внутреннего поля на ортогональную систему поверхностных базисных функций. Наложение граничных условий между элементами осуществляется с помощью объединения операторов элементов, при условии нулевого суммарного потока энергии через объединяемые границы элементов. Операторы рассеяния балансных кубиков Сестрорецкого могут быть получены при использовании 12 пар волн внутри кубического объёма и коллокационного проектора на поверхность элемента. Соответствующий конечный элемент был назван в работе Ю. О. Шлепнёва элементом Сестрорецкого. При использовании усредняющих проекторов внутреннего поля на поверхность элементов получаются операторы рассеяния МАБ, впервые полученные Никольскими.
Отметим, что, несмотря на важность идеи построения сеточных аналогов уравнений Максвелла, для которых выполняются те же законы сохранения и симметрии, что и для исходных уравнений, работы в этой области стали появляться только в последние годы. Традиционным направлением развития методов конечных элементов являются так называемые векторные элементы, использующие системы полиномиальных функций, определённых на конечном элементе для аппроксимации пространства решений уравнений Максвелла в слабой формулировке. Система функций строится так, чтобы при объединении элементов гарантировалась непрерывность тангенциальных компонент электрического или магнитного поля на рёбрах и гранях элементов, и разложение поля внутри элемента принадлежало пространству соленоидальных функций. При применении скалярных узловых элементов или элементов Лагранжа для решения векторных задач электродинамики в слабой формулировке ставится условие непрерывности как нормальных, так и тангенциальных компонентов поля. При этом, в дополнение к физичным решениям, получаются трудно отделимые паразитные решения принадлежащие нуль-пространству оператора ротор. Подобное наивное применение конечных элементов, разработанных изначально для решения задач механики, надолго задержало применение конечных элементов к задачам электродинамики. Лишь отказ от требования непрерывности нормальных компонент поля и построение векторных базисных функции на основе методики, предложенной и развитой Неделеком в работе, позволило правильно аппроксимировать нуль-пространство оператора ротор, формирующее пространство паразитных решений в слабой формулировке. Несмотря на огромную популярность векторных элементов и многочисленные вычислительные программы, написанные на их основе, они по существу не являются по-настоящему электродинамическими. Элементы строятся только для электрического или магнитного поля в отдельности, что приводит к необходимости сводить уравнения Максвелла к слабой формулировке, допускающей возможность существования нефизичных решений. Формулировка относительно только электрического или только магнитного поля требует дополнительной аппроксимации недостающих компонент поля для наложения импедансных граничных условий и для оценки энергетических характеристик. По-настоящему электродинамическими можно считать новый класс конечных элементов электродинамики, названный в работе элементами Трефтца. Для построения элементов используется суперпозиция решений однородных уравнений Максвелла в среде, заполняющей элемент, что является естественным базисом, включающим как электрическое, так и магнитное поле и принадлежащем пространству решений уравнений Максвелла. Процедура объединения элементов Трефтца допускает разрывность как нормальных, так и тангенциальных компонент поля и требует лишь закона сохранения электромагнитной энергии, пересекающей границу между объединяемыми элементами. Открытые в работах Б. В. Сестрорецкого и В. В. Никольского и Т. И. Никольской, элементы Трефтца были по существу первыми конечными элементами для решения векторных задач электродинамики. Классические векторные элементы для двумерных задач электродинамики были построены примерно в то же время, а для трёхмерных задач — значительно позже.
Необходимость решения сложных задач с ограниченными вычислительными средствами и глубокое практическое знание предмета привело к созданию целого ряда оригинальных методов, названных в целом методами импедансного аналога электромагнитного пространства. Под идеологическим руководством Сестрорецкого был разработан комплекс вычислительных программ для анализа СВЧ-устройств, названный TAMIC. Архитектором системы стал ученик Сестрорецкого В. Ю. Кустов. Импедансная интерпретация решения граничной задачи и эффективная комбинация метода конечных элементов, метода частичных областей и метода прямых, использованная Б. В. Сестрорецким и В. Ю. Кустовым для решения волноводных задач электродинамики, позволила разработать в начале 90-х пакет волноводных программ с возможностями, появившимися в западных аналогах лишь почти двадцать лет спустя к 2010 году. Волноводный пакет TAMIC используется для обучения в России на протяжении 25 лет с 90-х до 2015 года. В начале 90-х к проекту TAMIC присоединились сначала Ю. О. Шлепнев, а затем К. Н. Климов. На основе импедансной интерпретации метода прямых и декомпозиционного подхода, они разработали модули для анализа интегральных схем СВЧ. Расширенная версия алгоритма с возможностью многомодовой декомпозиции и анализа структур с многоуровневой металлизации была позже реализована Ю. О. Шлепнёвым в программе =empower= фирмы Eagleware Corporation, а затем в программном комплексе SIMBEOR® Electromagnetic Signal Integrity Software компании Simberian Inc..